# American Affairs
American Affairs é uma revista trimestral norte-americana lançada em 2017 por Julius Krein, e inicialmente considerada como pretendendo ser o orgão de reflexão intelectual do movimento trumpista. No entanto, em agosto de 2017, num artigo de opinião publicado no New York Times, Krein declarou-se arrependido de ter votado em Trump.

## Antecedentes
Durante a campanha eleitoral de 2016, Krein, sob o pseudónimo de "Plautus", participou no projeto online designado Journal of American Greatness, com o objetivo de fornecer uma base filosófica ao "trumpismo"; essa publicação desapareceu ainda antes das eleições. Outros dos colaboradores do Journal of American Greatness era "Publius Decius Mus", Michael Aton, também colaborador do American Affairs e que integra o Conselho de Segurança Nacional da Administração Trump.